# (7545) Smaklösa
7545 Smaklosa (1978 OB) – planetoida z pasa głównego asteroid okrążająca Słońce w ciągu 3,41 lat w średniej odległości 2,26 j.a. Odkryta 28 lipca 1978 roku.